# Hadets Uge (1984)
Hadets Uge forekommer i George Orwells roman 1984 og er beregnet til at øge hadet til den af de to andre superstater, der nu på et givet tidspunkt er Partiets fjende. Under en bestemt Hadets Uge skiftede Oceanien allieret, men dette skabte kun minimal uro: plakaterne rettet mod den tidligere fjende blev blot opfattet som sabotage af Hadets Uge foretaget af Emmanuel Goldstein og hans tilhængere, og plakaterne blev med det samme revet ned af folkemængden og hurtigt erstattet af propaganda rettet mod den nye fjende – hvilket illustrerer hvor ens de to andre superstater er, og den lethed hvormed Partiet kontrollerer befolkningens had. Alle indbyggere i Oceanien skal give udtryk for en passende entusiasme under Hadets Uge såvel som under de To Minutters Had.
Hadets Uge finder officielt sted 4.-10. april.

Denne artikel er en oversættelse af artiklen Hate Week på den engelske Wikipedia. Oversættelsen tager i sin sprogbrug desuden udgangspunkt i den danske udgave af 1984 (Gyldendals Tranebøger 1973), oversat af Paul Monrad.